# 上野恵司
上野 恵司（うえの けいじ、1939年（昭和14年）10月1日 - ）は、日本の中国語学者、共立女子大学名誉教授、一般財団法人日本中国語検定協会理事長。

## 略歴
大阪府生まれ。東京教育大学文学部社会学科、漢文学科卒業、1968年大阪市立大学大学院修了。関西大学助教授、筑波大学助教授、教授を務めた（2003年定年退官）。1991年4月より共立女子大学教授、2010年定年、名誉教授を務めた。
1981年「「五四」文学言語の語彙・語法史的研究 魯迅・葉聖陶編」で筑波大学文学博士。
1979年から1991年にわたり北京にて研修。帰国後から長年にわたってNHKラジオ中国語講座を担当した。1982年より開始された中国語検定試験の実施母体たる一般社団法人日本中国語検定協会の理事長に2000年4月に就任し、現在に至る。

## 著書
- 『中国ことばの旅 中国語を知るための80章』白帝社 1986
- 『標準中国語』1-2 白帝社 1986-1987
- 『小林在北京 標準中国語応用会話編』白帝社 1987
- 『チャレンジ中国語検定3級』白帝社中国語セミナー編 白帝社 1988
- 『チャレンジ中国語検定4級』白帝社中国語セミナー編 白帝社 1988
- 『チャレンジ中国語検定4級・準4級』白帝社中国語セミナー編 白帝社 1988
- 『中国語漫筆 ことばの文化60話』白帝社 1988
- 『你問我答 例解中国語入門』白帝社 1989
- 『タオチーとクワィクワィ 標準中国語応用会話編』白帝社 1990
- 『標準中国語辞典 表音ローマ字でひく』白帝社 1991
- 『シァオホアとマリー 標準中国語応用会話編』白帝社 1993
- 『NHK新中国語入門』日本放送出版協会 1995
- 『ことばの文化背景 中国語51話』白帝社 1997
- 『中国語60話ことばの周辺』白帝社 2001
- 『基礎中国語辞典』日本放送出版協会 2002
- 『中国語発音の基礎』日本放送出版協会 2002 CDブック
- 『中国語表現の基礎・ポイント88』日本放送出版協会 2003
- 『中国成語故事 やさしい読解と応用練習』日本放送出版協会 2003 CDブック
- 『標準中国語 基礎編』白帝社 2003
- 『知ってるつもりの中国語 「同じ漢字」が誤解のモト』2007 アスキー新書
- 『中国語72話ことばの周辺』白帝社 2007
- 『ことばの散歩道 日本語と中国語87話』白帝社 2010
- 『ことばの散歩道2 日本語と中国語58話』白帝社 2010
- 『ことばの散歩道3 (日中故事ことわざ雑記)』白帝社 2011
- 『ことばの散歩道4 甚ダシクハ解スルヲ求メズ』白帝社、2012

## 共編著
- 『魯迅小説語彙索引 『吶喊』『彷徨』『故事新編』』編 龍渓書舎 1979
- 『新しい排列方式による現代中国語辞典』相原茂共編 日外アソシエーツ 1982
- 『現代中国語成語辞典』編 日外アソシエーツ 1983
- 『フォルモサ 台湾原住民の風俗』張良沢共編 白帝社 1985
- 『分類中国語基本単語3800 中英日対照』編 白帝社 1989
- 『中国語考えるヒント』玄宜青共著 中華書店 1992
- 『逆引き中国語辞典』相原茂共編 日外アソシエーツ 1993
- 『おぼえておきたい日中同形異義語300』魯暁琨共著 光生館 1995 おぼえておきたい中国語300双語
- 『標準日中辞典』顧明耀共編 白帝社 1996
- 『楽しい中国語 朋子の北京留学』魯暁琨共著 郁文堂 1997
- 『中英日韓対照分類中国語基本語彙』編 白帝社 1997
- 『初めての中国語リスニング』編 日中通信社 c2004 別冊聴く中国語
- 『中国語検定2級リスニングに挑戦』編 曹元春 出題 白帝社 2006
- 『精選中国語基本文例集』編 白帝社 2009
- 『精選中国語重要文例集』編 白帝社 2009
- 『中国語スーパートレーニングブック 学習者の間違いから学ぶ! 中検2級レベル編』編 アスク出版 2010

## 翻訳
- M.メイスナー『中国マルクス主義の源流 李大釗の思想と生涯』丸山松幸共訳 平凡社 1971
- 『明清白話小説選』注釈 釆華書林 1971
- 『絵ものがたり紅色娘子軍 注釈・日語訳』香坂順一共編 光生館 1972